# Stazione di Cerqueto
La stazione di Cerqueto è una fermata ferroviaria della Ferrovia Centrale Umbra. Serve la località di Cerqueto, nel territorio comunale di Marsciano, in provincia di Perugia.
È gestita da Rete Ferroviaria Italiana.

## Movimento
Al 2024, la stazione è priva di traffico ferroviario.